# 68
68（六十八、ろくじゅうはち、むそじあまりやつ）は、自然数、また整数において、67の次で69の前の数である。

## 性質
- 68は合成数であり、正の約数は 1, 2, 4, 17, 34, 68 である。
  - 約数の和は126 。
- 1/68 = 0.014705882352941176… (下線部は循環節で長さは16)
  - 逆数が循環小数になる数で循環節が16になる4番目の数である。1つ前は51、次は85。
- 約数の和が68になる数は1個ある。(67) 約数の和1個で表せる21番目の数である。1つ前は63、次は74。
- 偶数の内7番目のノントーティエントである。1つ前は62、次は74。
  - 4の倍数という条件をつけると最小のノントーティエントである。
- 各位の和が14になる2番目の数である。1つ前は59、次は77。
  - 偶数という条件をつけると各位の和が14になる最小の数である。
- 各位の平方和が100になる最小の数である。次は86。(オンライン整数列大辞典の数列 A003132)
  - 各位の平方和が n になる最小の数である。1つ前の99は177、次の101は168。(オンライン整数列大辞典の数列 A055016)
  - 各位の平方和が平方数になる18番目の数である。1つ前は60、次は70。(オンライン整数列大辞典の数列 A175396)
- 各位の立方和が728になる最小の数である。次は86。(オンライン整数列大辞典の数列 A055012)
  - 各位の立方和が n になる最小の数である。1つ前の727は125557、次の729は9。(オンライン整数列大辞典の数列 A165370)
- 最小の完全数6と2番目の完全数28の約数の和が68である。σ(6) + σ(28) = 12 + 56 = 68 (ただし σ は約数関数)
- 異なる2つの素数の和2通りで表せる最大の数である。1つ前は62。(オンライン整数列大辞典の数列 A077914)
68 = 7 + 61 = 31 + 37
  - 2つの素数の和2通りで表せる最大の数である。1つ前は38。(オンライン整数列大辞典の数列 A067188)
- 68 = 22 + 82
  - 異なる2つの平方数の和で表せる20番目の数である。1つ前は65、次は73。(オンライン整数列大辞典の数列 A004431)
  - n = 2 のときの 2n + 8n の値とみたとき1つ前は10、次は520。(オンライン整数列大辞典の数列 A074603)
- 68 = 42 + 42 + 62
  - 3つの平方数の和1通りで表せる32番目の数である。1つ前は67、次は70。(オンライン整数列大辞典の数列 A025321)
- 68 = 22 × 17
  - n = 2 のときの 17 × 2n の値とみたとき1つ前は34、次は136。(オンライン整数列大辞典の数列 A110287)
  - 2つの異なる素因数の積で p2 × q の形で表せる10番目の数である。1つ前は63、次は75。(オンライン整数列大辞典の数列 A054753)
- 68 = 43 + 4
  - n = 4 のときの n3 + n の値とみたとき1つ前は30、次は130。(オンライン整数列大辞典の数列 A034262)
- 7乗した数の各位の和が元の数になる最大の数である。1つ前は58。(オンライン整数列大辞典の数列 A226971)
687 = 6722988818432 → 6 + 7 + 2 + 2 + 9 + 8 + 8 + 8 + 1 + 8 + 4 + 3 + 2 = 68
  - n = 7 のときの n 乗した数の各位の和が元の数になる最大の数とみたとき1つ前の6乗は64、次の8乗は63。(オンライン整数列大辞典の数列 A046000)
- n = 68 のとき n と n + 1 を並べた数を作ると素数になる。n と n + 1 を並べた数が素数になる10番目の数である。1つ前は62、次は78。(オンライン整数列大辞典の数列 A030457)

## その他 68 に関連すること
- 1068 を無量大数と言い、漢数字で表現できる最大の位。
- 原子番号 68 の元素はエルビウム (Er)。
- 2002年から2004年まで放送された、BS-i とBSフジの共同制作テレビ番組。毎回フジテレビと TBS の両局アナウンサーが出演し、新進気鋭のクリエイターが制作した主に短編映画中心にを放送していた。タイトル名は両局のリモコンキーID（BS-i が6、BSフジが8）に由来する。
- シャープのパソコン、X68000 は「ロクハチ」と呼ばれることがある。
- 第68代天皇は、後一条天皇である。
- 大相撲の第68代横綱は朝青龍明徳である。
- 第68代ローマ教皇はアデオダトゥス1世（在位：615年11月13日～618年11月8日）である。
- 年始から68日目は平年3月9日、閏年3月8日。
- 120フィルムでの画面サイズ → 68判
- 正規分布では、約68%が ±1σ (±1S.D.) 以下の範囲に入る。
- UDP では DHCP クライアントのポート番号。
- クルアーンにおける第68番目のスーラは筆である。